# Netřeba tolik slov
Netřeba tolik slov (ve slovenském originále Netreba toľko slov) je komorní opera o dvou dějstvích slovenského skladatele Norberta Bodnára na libreto Jána Pavlíka podle hry Tanec nad plačom slovenského dramatika Petera Zvona (vlastním jménem Vladimír Sýkora) z roku 1940. Poprvé byla uvedena 21. ledna 1994 ve Štúdiu SMER, studiové scéně Státního divadla Košice.

## Vznik a charakteristika opery
Košický skladatel a vyučující na Košické konzervatoři – ale též prozaik – Norbert Bodnár spolupracoval s filozofem a esejistou Jánem Pavlíkem již v 80. letech 20. století na prozaických pracích. Pro Bodnárovu první operu Pavlík upravil hojně hranou hru mladého předválečného autora Petra Zvona, přičemž zachoval její klasický dramaturgický rámec. Tuto hru již jednou – pod názvem Tanec nad pláčem – zhudebnil skladatel Bartolomej Urbanec, jehož opera měla premiéru roku 1979 v Slovenském národním divadle. Bodnárova verze je komornější rozsahem i obsazením, podobně jako Urbanec však Bodnár usiluje o srozumitelnost a přístupnost hudby. Podle muzikoložky Michaely Mojžíšové v Bodnárově opeře „převažuje úsměvně-lyrická rovina, nekonfliktní tanečnost a kompoziční hravost, bez vnášení kontrastních filozofických tónů.“
Bodnárova partitura je velmi polystylová, jednotlivé postavy a situace mají svůj charakteristický styl. Tak postavy oživlých šlechticů mají hudbu neoklasickou, s názvuky hudby baroka a klasicismu. Věčně si stěžujícího ředitele Kráľe charakterizují novoromantické „operní“ fráze, jeho manželku tango, syna Petra rock and roll, dceru Adélu pop-jazz, extatického básníka dodekafonie, inspektora Tvrdíka dechovkový pochod, závěrečná píseň sluhy Barnabáše je pomalý ušlechtilý valčík, scény komediálního zmatku provází aleatorická hudba. Kritik Igor Podracký v deníku Práca o Bodnárově opeře napsal, že „jde o vydařené dílko té orientace, která vychází vstříc širokému okruhu diváků a posluchačů. Je to zpěvné, humorné, snad příliš ‚líbivé‛, ale stále ještě vkusné.“
Celkové kritické hodnocení Bodnárovy opery bylo mírně příznivé, například Dita Marenčinová v časopise Hudobný život ji označila za „vcelku úspěšný start“. Bodnár za ni v roce 1994 získal Cenu Oldřicha Hemerky. Po šesti představeních z košického jeviště zmizela a vícekrát dosud nastudována nebyla.
Bodnár napsal následně operu Tartuffe podle Molièrovy stejnojmenné činohry (1996), z té však byly uvedeny jen hlavní scény koncertně.

## Osoby a první obsazení
| osoba              | hlasový obor     | premiéra (21. ledna 1994)  |
| ------------------ | ---------------- | -------------------------- |
| Markýza Silvia     | mezzosoprán      | Jana Havranová             |
| Hrabě Alfréd       | tenor            | Emil Merheim               |
| Hrabě Richard      | bas              | Oleg Vladimirovič Korotkov |
| Barnabáš           | bas              | Gejza Spišák               |
| Aristid Kráľ       | bas              | Juraj Šomorjai             |
| Kráľová, jeho žena | alt              | Viera Hronská              |
| Adela              | soprán           | Svetlana Tomová            |
| Peter Kráľ         | bas              | Jozef Dzuro                |
| Pysk, tajomník     | tenor            | Július Regec               |
| Trdlík, inšpektor  | baryton          | Ladislav Pačaj             |
| Básník             | tenor            | Gabriel Szákal             |
| Dirigent:          | Dirigent:        | Boris Velat                |
| Režie:             | Režie:           | Blažena Hončarivová        |
| Choreografie:      | Choreografie:    | Elena Záhoráková           |
| Scéna a kostýmy:   | Scéna a kostýmy: | Jan Hončariv               |

## Děj opery

### 1. dějství
(1. obraz) Knihovna na starém zámku. Z barokního obrazu postupně vystoupí čtyři postavy: hrabě Richard, jeho koktavý sluha Barnabáš, Richardův syn hrabě Alfréd a markýza Silvie. Jako každý rok na jednu noc ožívají. Hrabě Richard a hrabě Alfréd se dají do rozpravy nad přednostmi a nedostatky stáří a mládí, ale zapředou se do hlubokého sporu, když se hrabě Alfréd odváží zapochybovat, zda jsou na světě ještě králové – což by Veličenstvu oddaný hrabě Richard považoval za konec veškeré civilizace. Markýza Silvia se je snaží udobřit a navrhne řešení – jít se na dnešní svět podívat. Navrhuje to nejen proto, aby rozhodla spor, ale protože se jí stýská po slavnostech a životě. 
(2. obraz) V zámku, který nyní patří generálnímu řediteli továrny na upotřebení žuly Aristidu Kráľovi, se koná maškarní ples. Kráľ má starosti nejen se svým zdravím (trpí leukemií), ale i s penězi (je téměř na mizině), s náročnou manželkou Rozálií a s dětmi Petrem a Adélu, které je třeba co nejdříve oženit, potažmo provdat, i se svým připitomělým tajemníkem dr. Pyskem, který dokáže jen opakovat vše, co Kráľ řekne.
Čtveřice barokních návštěvníků se objeví. Jsou poněkud zaraženi novou módou (zvláště když jsou lidé v maškarách) a narazí nejprve náhodně na Petra, který se jim představuje jako „Kráľ“. Hrabata a markýza mu prokazují úctu jako monarchovi. Petra to zčásti pobaví, zčásti irituje. Ostatní členové Kráľovy rodiny nevědí, jak se ke třem šlechticům chovat – jsou to blázni? podvodníci? exotičtí diplomati, kteří dostali omylem pozvánku na ples? Hrabě Alfréd se dvoří Adéle, markýza Silvie učaruje Petrovi a i hrabě Richard svou dvorností ke „královně matce“ dojme paní Kráľovou, jež se cítí v manželství nedoceněna. Aristid Kráľ je hosty znervózněn a chce vypátrat, o koho vlastně jde, ale ostatní členové jeho rodiny ho donutí chovat se slušně, ba i strpět recitaci nihilistických výtvorů moderního a podnapilého básníka, který se mezi hosty nalézá. Pak se všichni dávají do tance.
Kráľ se kvůli přítomnosti čtyř podezřelých cizinců se rozhodne povolat policii. Zoufá si nad vším, a konkrétně nad stupidním doktorem Pyskem – který mu navíc prozradí, že má známost s Adélou. Vyčerpaného Kráľe se ujmou rodina i hosté a společně připíjejí – hrabě Richard i hrabě Alfréd přednášejí přípitky a chvalozpěv na víno, pak přijde řeč na lásku a na Richardovo skeptické a trochu protiženské vyprávění reaguje Silvia legendou o stvoření muže soustředěním všech nedokonalostí světa. Pak dorazí inspektor Trdlík a vypukne zmatek, při němž je jen stěží zažehnána bitka mezi šlechtici domněle chránícím králův majestát a představitelem zákona. Kráľové se podaří obě strany uklidnit při dobré skleničce, zatímco básník přednáší svou novou „Ódu na současnost“.

### 2. dějství
(1. obraz) Peter se snaží pomoci šlechticům tím, že je nepozorovaně odvede pryč ze zámku, než je Trdlík zatkne. Teprve v zahradě u altánku se vysvětlí, že není žádným králem, ani vůbec šlechticem, ba že žádný král už v zemi není. Zdrcení barokní šlechtici se musí schovat v altánu, když je přicházejí hledat doktor Pysk a inspektor Tvrdík. Ten nejprve odchytí a zatkne Petra, pak se hovorem prozradí i hosté v altánu. Hrabě Richard se cítí Trdlíkovým chováním uražen a jen zjištění, že ani Trdlík není urozeného původu, inspektora zachrání před soubojem. Nakonec, když se Peter identifikuje a za celou společnost zaručí, nechává je Trdlík na pokoji. Blíží se úsvit a šlechtici se loučí – zejména hrabě Alfréd s Adélou a markýza s Petrem – a vracejí se na zámek ke svému obrazu.
(2. obraz) Hrabata Richarda a Alfréd se dosud dohadují, zda je dobře, či špatně, že králové už nejsou, a zda je dnešní svět lepší nebo horší. Markýza Silvie nostalgicky vzpomíná na nádheru dvorských slavností. Aby se jejich pře o krále vyřešila, zeptají se šlechtici na názor sluhy Barnabáše, který se za celou noc nedostal ke slovu. Barnabáš po dlouhém naléhání zazpívá o prostých lidech, kteří vždy trpí kvůli jiným lidem, a přece pro pány ani lidmi nejsou. Šlechtici se Barnabášově písni smějí a všichni se vracejí do obrazu.